# El regreso (la fiesta continúa)
El regreso (la fiesta continúa) es el quinto álbum de estudio de la banda argentina de ska La Mosca Tsé-Tsé. Fue lanzado en el año 2008, a cuatro años de su último disco (Bizzzes, una recopilación de temas) y a cinco de su último álbum de estudio (Tango latino). 

## Listado de canciones
| N.º | Título                                  | Duración |  |
| 1.  | «Las mujeres de tu vida» (con Don Omar) | 03:49    |  |
| 2.  | «Por eso a donde vas yo voy»            | 03:42    |  |
| 3.  | «En la próxima vida»                    | 03:43    |  |
| 4.  | «Pasodoble»                             | 03:42    |  |
| 5.  | «Ícaro»                                 | 03:39    |  |
| 6.  | «Siempre me enamoro. Siempre»           | 03:44    |  |
| 7.  | «Como el gato y el ratón»               | 02:58    |  |
| 8.  | «Y te vas»                              | 03:31    |  |
| 9.  | «Mentime»                               | 03:04    |  |
| 10. | «Cuidado»                               | 03:26    |  |
| 11. | «Las mujeres de tu vida»                | 03:31    |  |

## Videos
Se filmaron los siguientes videos musicales:
- Las mujeres de tu vida (2008)
- Por eso a donde vas yo voy
- Siempre me enamoro (siempre)

- Datos: Q5826392